# Lagoa dos Patos
La Lagoa dos Patos és la segona llacuna més extensa d'Amèrica Llatina, i la més gran del Brasil. És a l'estat de Rio Grande do Sul. Fa 280 quilòmetres de llargada, amb una amplada màxima de 70 km i una àrea de 9.850 km². Paral·lela a la costa, està separada de l'oceà Atlàntic per un banc de sorra d'uns 8 km d'ample. El canal navegable São Gonçalo comunica la Lagoa dos Patos amb la Llacuna Merín, al sud.